# 都城三軍門分界之図
都城三軍門分界之図（とじょうさんぐんもんぶんかいのず）は1751年、朝鮮で製作された首都漢城の地図であり、英祖が都城の守備に関して下した綸音（君主の言葉）と節目（法律及び規定）などを記録した本である『御製守城綸音』の中に記録されている。本に印刷された最初のソウルの地図であり、横42.8cm、縦29.2cmの木版本である。ソウル大学校奎章閣が所蔵する。

## 製作背景
英祖時代に差し掛かり、清との緊張関係が安定し国内産業が発達するにしたがって、北方政策に明け暮れた少論派が後退し、内需を中心とした老論派が台頭した。また英祖初期にあった小論出身の李麟佐の乱（1728年）以後、都城防衛と王権強化の必要性が提起された。英祖の都城防衛の具体的な方法をソウルの住民に知らせるための本である『御製守城綸音』を頒布した。都城三軍門分界之図は『御製守城綸音』の中ほどに載せられている地図であり、都城防衛のための三軍（訓錬都監、御営庁、禁衛営）の配置と警備区域を視覚的にみることができる。

## 三軍の管轄区域
ソウルの東側の大部分は御営庁の管轄地域であり、南西側は禁衛営、北西側は訓錬都監の管轄地域と表示されている。各々訓前、禁左、営中などと表示されてあり、これは各軍の5つの区分を前後左右中軍など5軍としたと思われる。即ち、訓前は訓錬都監の前軍、禁左は禁衛営の左軍、営中は御営庁の中軍を意味する。

## 主要施設及び地名
3宮闕（慶熙宮、昌慶宮、昌徳宮）をはじめ、壬辰倭乱当時に廃墟となり空き地だけが残っていた英祖時代の景福宮が記されている。それ以外に、1750年に洗剣亭付近に移転した摠戎庁が移転された位置に記録されてあり、英祖の生母が祭られている毓祥廟も1754年に毓祥宮と改称される前の名称で記録されてあり、製作年度を間接的に証明する材料となっている。